# Renato Bernardi
Renato Bernardi (Ibirá, 12 de abril de 1937 — , 27 de novembro de 1996) foi um político brasileiro. Ele exerceu o mandato de deputado federal constituinte em 1988. Filho de Helena Orsi e Ernestre Bernardi, casado com Elza Marques Bernardi, Renato é formado em filosofia pelo Colégio Máximo Palofino, de Santa Maria (RS) e em Geografia e História na Universidade Católica do Paraná. Ele também recebeu grau de mestre pelo Centro de Estudos Universitários de Londrina.
Mesmo sendo natural do estado de São Paulo, Bernardi se elegeu vereador de Maringá em 1964, iniciando sua carreira política em meio ao começo da Ditadura Militar brasileira. Seu partido era o MDB (Movimento Democrático Brasileiro).

## Carreira política
Começando os trabalhos em janeiro de 1965, o político empossou a Comissão de Educação. Mais tarde, foi eleito vice-prefeito do mesmo municío, em 1968, mas deixou o cargo alguns anos depois para comandar a Secretaria Municipal de Educação, na qual ficou de 1973 a 1974.
Quatro anos depois, em 1978, Bernardi assumiu o mandato de deputado estadual, integrando a cadeira de presidente da Comissão de Ecologia e Meio Ambiente. À época, com a extinção do modelo bipartidário, se filiou ao PMDB, partido conseguinte ao anterior que representava, e que hoje também não existe mais. Ele foi líder de seu partido (1980 - 1981) e titular da Comissão de Justiça entre 1981 e 1982. Neste último ano citado, se elegeu deputado federal pelo Paraná, ocupando uma cadeira titular na Comissão do Interior (1983-1984) e Defesa do Consumidor (1984). 
Renato Bernardi foi um dos políticos que na sessão de 25 de abril de 1984, votou a favor da emenda Dante de Oliveira, que prescrevia eleições diretas para a presidência da República. A proposta foi derrotada por 22 votos que faltaram para que ela fosse levada ao Senado, isso porque eram necessários pelo menos dois terços dos votos totais. Ao todo, foram 298 deputados a favor; 65 contra; 3 abstenções e 113 ausentes. O político também foi apoiador do candidato da oposição Tancredo Neves, eleito presidente do Brasil através de uma aliança democrática entre PMDB e Partido Social Democrático (PSD) abrigada na Frente Liberal. 
Como sabemos, a história não foi tão boa com o eleito presidente. Doente, Tancredo nunca assumiu seu posto, passando o cargo para José Sarney, vice-presidente que exerceu o cargo interinamente desde 14 de março de 1985. 
Em novembro de 1986, se elegeu deputado federal constituinte. Titular da Subcomissão dos Estados, da Comissão da Organização do Estado e filiado neste momento ao Partido da Frente Liberal (hoje Democratas), foi a favor, em voto, da soberania popular, do mandado de segurança coletiva, da limitação ao direito de propriedade, da jornada semanal de 40 horas, do aborto, do voto facultativo aos 16 anos, do mandato de cinco anos para o até então presidente Sarney, da nacionalização do subsolo, da proibição do comércio de sangue, do turno ininterrupto de seis horas, da unicidade sindical e do presidencialismo. 
Em contrapartida, votou contra a limitação dos encargos da dívida externa, a criação de um fundo de apoio à reforma agrária, a estatização do sistema financeiro, o limite de 12% ao ano para os juros reais e a pena de morte. 
Deixou a Câmara após o fim de sua legislatura, em 1991, pois não se reelegeu. Ele também foi professor da Universidade Estadual de Maringá, lecionando Geografia Regional (1964). Um ano antes de sair, vale ressaltar que Renato foi um dos integrantes brasileiros na Delegação de Parlamentares Brasileiros em Missão Cultural na República Popular da China. 
Faleceu no dia 27 de novembro de 1996. 

## Emenda Dante de Oliveira
Neste momento, em que o Brasil vivia sob o regime militar (1964-1985), a pedida era que o voto para presidente se desse através de eleições diretas. Ela recebeu o nome de seu elaborador, o deputado federal Dante de Oliveira (PMDB-MT), indo ao plenário pela nomenclatura de Proposta de Emenda Constitucional (PEC) nº 05/1983. Com a maioria a favor da emenda, o momento ganhou o nome de Diretas Já, movimento que pedia o fim do voto indireto, para que a presidência fosse ocupada por algum candidato que representasse de fato a escolha do povo.
Mesmo com a negativa da Câmara dos Deputados citada acima, a idealização do voto direto ganhou grandes proporções. Através de articulações do PMDB e da forte adesão da mídia e do público, a base governista foi rachada, ocasionando na eleição do candidato da oposição, Tancredo Neves, avô de Aécio Neves.